# Malfeytia laomedon
Malfeytia laomedon är en insektsart som beskrevs av Ronald Gordon Fennah 1957. Malfeytia laomedon ingår i släktet Malfeytia och familjen lyktstritar. Inga underarter finns listade i Catalogue of Life.